# Stremți, Kărdjali
Stremți (în bulgară Стремци) este un sat în comuna Kărdjali, regiunea Kărdjali,  Bulgaria. 

## Demografie
Componența etnică a satului Stremți
     Turci (91,54%)
     Romi (6,3%)
     Nicio identificare (1,32%)
     Altele (1,32%)
La recensământul din 2011, populația satului Stremți era de 603 locuitori. Din punct de vedere etnic, majoritatea locuitorilor (91,54%) erau turci, cu o minoritate de romi (6,3%). Pentru 1,32% din locuitori nu este cunoscută apartenența etnică.